# If You Want Blood You've Got It
Albums de AC/DC
Powerage
(1978) Highway to Hell
(1979)
Singles
1. Whole Lotta Rosie (live)
Sortie : octobre 1978

If You Want Blood You've Got It est le premier album live d'AC/DC. Il est sorti le 13 octobre 1978 sur le label Atlantic Records et est produit par Harry Vanda et George Young.

## Historique
L'album a été enregistré pendant le concert du groupe au  Apollo Theatre de Glasgow  durant le Powerage Tour. C'est le dernier album d'AC/DC de la période Bon Scott à être produit par Harry Vanda et George Young.
La chanson If You Want Blood (You've Got It) apparaît l'année suivante sur l'album Highway to Hell.
L'album a été classé, en 2015, parmi le classement des cinquante meilleurs albums en public du magazine britannique New Musical Express. L'album fut réédité en 1994 sous le label Atco Records puis remasterisé en 2003 comme la quasi-totalité des albums d'AC/DC.

## Liste des titres
Toutes les chansons ont été écrites par Angus Young, Malcolm Young et Bon Scott.
Face 1
1. Riff Raff - 5:59
2. Hell Ain't a Bad Place to Be - 4:10
3. Bad Boy Boogie - 7:29
4. The Jack - 5:48
5. Problem Child - 4:40

Face 2
1. Whole Lotta Rosie - 4:05
2. Rock 'n' Roll Damnation - 3:41
3. High Voltage - 5:05
4. Let There Be Rock - 8:33
5. Rocker - 3:24

## Formation
- Bon Scott : Chant
- Angus Young : Guitare solo
- Malcolm Young : Guitare rythmique
- Cliff Williams : Basse
- Phil Rudd : Batterie

## Charts
| Pays                                  | Durée du classement | Meilleur classement | Date             |
| ------------------------------------- | ------------------- | ------------------- | ---------------- |
| Pays-Bas (MegaCharts)                 | 10 semaines         | 7e                  | 11 novembre 1978 |
| Royaume-Uni (UK Albums Chart)         | 59 semaines         | 13e                 | 29 octobre 1978  |
| États-Unis (Billboard 200)            | 14 semaines         | 113e                | 17 février 1979  |
| France (SNEP)                         | 24 semaines         | 10e                 | 14 mars 2003     |
| Allemagne (GfK Entertainment)         | 1 semaine           | 73e                 | 28 juin 2024     |
| Écosse (Scottish Album Chart)         | 1 semaine           | 31e                 | 28 juin 2024     |
| Royaume-Uni (UK Rock and Metal Chart) | 36 semaines         | 8e                  | 28 juin 2024     |
| Suisse (Schweizer Hitparade)          | 1 semaine           | 29e                 | 30 juin 2024     |

## Certifications
| Pays                 | Certification | Ventes      | Date             |
| -------------------- | ------------- | ----------- | ---------------- |
| Allemagne (BVMI)     | Platine       | 500 000 +   | 2000             |
| Australie (ARIA)     | 3 × Platine   | 210 000 +   | 30 janvier 2013  |
| États-Unis (RIAA)    | Platine       | 1 000 000 + | 4 octobre 1990   |
| France (SNEP)        | Or            | 100 000 +   | 23 janvier 1980  |
| Royaume-Uni (BPI)    | Or            | 100 000 +   | 4 septembre 1980 |
| Suisse (IFPI Suisse) | Or            | 25 000 +    | 1989             |